# للنفألغ (ويلز)
للنفألغ (بالإنجليزية: Llanfaelog)‏ هي منطقة سكنية تقع في المملكة المتحدة في . يقدر عدد سكانها بـ 1,679 نسمة .